# Motlatsi Mafatshe
Motlatsi Mafatshe es un actor y músico sudafricano. Es más conocido por su actuación en las películas State of Violence, Sokhulu and Partners II y Zama Zama.

## Biografía
Mafatshe nació en 1983 en Soweto, Sudáfrica.

## Carrera profesional
Interpretó el papel de 'Sechaba' en la telenovela de SABC 3 Isidingo por primera vez en 2010. Después de interpretar el papel durante más de nueve años, finalmente se unió oficialmente al equipo de dirección del programa en 2018. En 2019, ganó el premio al actor principal destacado en los Third Royalty Soapie Awards.
También interpretó el papel de 'Wandile Dhlomo' en el drama de fútbol Shooting Stars y a 'Casper' en la serie When We Were Black. En el 2018, coprodujo la comedia romántica Love Lives Here.

## Filmografía
| Año  | Título                             | Rol            | Tipo                    | Ref.   |
| ---- | ---------------------------------- | -------------- | ----------------------- | ------ |
| 2005 | Elalini                            | Moses          | Video corto             |        |
| 2007 | When We Were Black                 | Casper         | Series de televisión    |        |
| 2007 | Brothers in Arms: 1978             | Dalgado        | Película                | [ 10 ] |
| 2008 | uGugu no Andile                    | Mxolisi        | Serie de televisión     |        |
| 2010 | Wild at Heart                      | David Kagona   | Serie de televisión     |        |
| 2010 | Isidingo                           | Sechaba        | Serie de televisión     |        |
| 2010 | State of Violence                  | Chappies       | Película                |        |
| 2011 | Sokhulu and Partners II            | Litha Zwane    | Serie de televisión     |        |
| 2011 | Otelo Burning                      | Blade          | Película                |        |
| 2012 | Gog' Helen                         | Garbage boy    | Película                |        |
| 2012 | Zama Zama                          | Benjamin       | Película                |        |
| 2013 | Fanie Fourie's Lobola              | Mandla         | Película                |        |
| 2013 | Single Guys                        | Taps           | Serie de televisión     |        |
| 2015 | Zaziwa                             |                | Serie de televisión     |        |
| 2016 | Mrs Right Guy                      | Traffic Cop    | Película                |        |
| 2018 | Emoyeni                            |                | Miniserie de televisión |        |
| 2020 | How to ruin Christmas, The Wedding | Mike Brad Pars | Miniserie de televisión |        |

## Vida privada
Está casado con Millicent Nkangane, una diseñadora, desde noviembre de 2014.